# Parc des Chantiers
Le parc des Chantiers est un grand espace récréatif de plein air de Nantes.

## Situation et accès
Le parc est situé au nord-ouest de l'île de Nantes, sur les rives d'un des bras de la Loire, le bras de Madeleine qui baigne le quai Fernand-Crouan. Il est bordé par le boulevard Léon-Bureau, à l'est, le boulevard de la Prairie-au-Duc, au sud-est, et le mail des Chantiers, au sud, qui le sépare de l'écoquartier de la Prairie-au-Duc ».

## Origine du nom
Le nom rappelle les chantiers Dubigeon qui y étaient installés jusqu'en 1987.

## Historique
Jusqu'en 1987, les chantiers Dubigeon occupent ce site aménagé sur l'ancienne île de la Prairie au Duc en 1919. Deux ans plus tard, une nouvelle municipalité, dirigée par Jean-Marc Ayrault est élue ; celle-ci va alors s'efforcer de maintenir une mémoire de la construction navale nantaise.
Les architectes-urbanistes et paysagistes chargés du grand chantier de rénovation urbaine de l'île de Nantes, Alexandre Chemetoff (2000-2010) puis Marcel Smets (2010-2016), proposent l'aménagement d'un vaste parc de 13 hectares sur ces friches industrielles. Celui-ci est ouvert au public en 2007.
Les trois cales de lancement, la grue Titan jaune et 600 mètres de quais, situés le long du quai Fernand-Crouan (entre le pont Anne-de-Bretagne et le quai des Antilles), sont restructurés : les revêtements existants en ciment sont maintenus et constituent les cheminements du parc (parvis des Nefs, esplanade des Traceurs-de-Coques, esplanade des Riveurs, mail des Chantiers…) qui s’enrichit de nouveaux aménagements : estacades, promenades sur berges, ponton, jardins thématiques (« jardin des berges », « jardin des voyages », « jardin de l'estuaire »…), solarium, plage artificielle, aires de jeux pour les enfants, une « terrasse des vents ».
Le parc bénéficie de la forte fréquentation des Machines de l'île, installées dans les anciennes nefs d'assemblages du chantier, le long du boulevard Léon-Bureau (au sud-est). À 200 mètres des nefs se trouve l'une des attractions des Machines, le Carrousel des mondes marins, près duquel le Grand éléphant effectue quotidiennement son parcours d'environ 250 mètres, en 45 minutes. Enfin, le parvis des Nefs accueille épisodiquement le manège d'Andréa, une troisième création des Machines de l'île. Les Machines propose également un point de restauration, « le Café de la Branche » ainsi qu'une boutique de souvenirs.
Le parc abrite le bâtiment des ACN (Ateliers et Chantiers de Nantes), ancien siège des services administratifs des chantiers Dubigeon. En parallèle, d’anciens ouvriers et anciennes ouvrières des chantiers navals créént l'association Maison des Hommes et des techniques. (MHT) afin de conserver et mettre en valeur le patrimoine de la navale et plus largement du patrimoine industriel et social de l’agglomération. Aujourd'hui, le bâtiment est ouvert au public et accueille plusieurs structures dont la MHT qui propose en entrée libre une exposition permanente, des expositions temporaires et des conférences.
À proximité de la Maison des Hommes et des techniques et du mail des Chantiers, se trouve la Station Prouvé, un ancien point d'information qui aujourd'hui accueille des bureaux du Voyage à Nantes. Le bâtiment est aménagé dans une structure industrielle métallique polygonale, conçue à l'origine comme prototype de station-service par l'architecte et designer Jean Prouvé pour le compte de Total. Cet exemplaire du modèle appelé « Sucy », comptant treize faces, est construit pour une station essence située route des Sorinières, à Rezé, qui ferme en 2006. La structure est rachetée pour servir de billetterie et bureaux à l'équipe de la biennale d'art Estuaire 2009, puis de point d'information jusqu'en 2020.
Le Parc des Chantiers s’anime et s’active grâce aux nombreux occupants qui l’habitent. Le site propose une offre complète de services pour se promener, se restaurer, boire un verre, voir une exposition ou profiter d’un spectacle ou d’un concert.
Au pied de la grue Titan jaune se trouve l'un des sites de l'association ATAO (« toujours » en breton), atelier chantier d'insertion spécialisé notamment dans l’artisanat du fer et du bois.
Le sud-est du parc accueille le réseau culturel multisite municipal baptisé la Fabrique Ile de Nantes. Y sont installés quatre acteurs notables : Stereolux, espace culturel destiné aux musiques actuelles et aux arts numériques ; Trempo, un ensemble d’équipements dédié à la création et la diffusion artistique ; Jardin C, lieu participatif proposant des expériences de pratiques artistiques décalées puis APO 33, espace d'expositions autour de la pratique intermédia.

## La voirie du parc

### Mail des Chantiers
Localisation : 47° 12′ 17″ N, 1° 34′ 07″ O
Ce mail, baptisé le 2 avril 2010, parallèle au boulevard de la Prairie-au-Duc, auquel on accède par des voies secondaires (esplanade Édouard-Glissant, rues René-Siegfried, Magdeleine et Nadine-Gordimer, ainsi que l'allée Lucy-Stone), marque les limites sud et sud-ouest du parc. Le côté sud du mail est occupé par l'« écoquartier de la Prairie-au-Duc », actuellement en construction.

### Parvis des Nefs
Localisation : 47° 12′ 25″ N, 1° 33′ 54″ O
Ce parvis est situé au nord des « nefs Dubigeon ».

### Esplanade des Traceurs-de-Coques
Localisation : 47° 12′ 22″ N, 1° 33′ 58″ O
Il désigne l'espace situé au nord de la Maison des Hommes et des Techniques, en référence aux ouvriers des chantiers navals chargés des opérations de traçage.

### Esplanade des Riveurs
Localisation : 47° 12′ 19″ N, 1° 33′ 54″ O
Il désigne l'espace situé au sud de la Maison des Hommes et des techniques, en référence aux ouvriers des chantiers navals chargés des opérations de rivetage.

### Le Nantilus
Le Nantilus est une barge flottante amarré au quai Fernand Crouan qui accueille un restaurant, un bar ainsi qu'un espace événementiel.

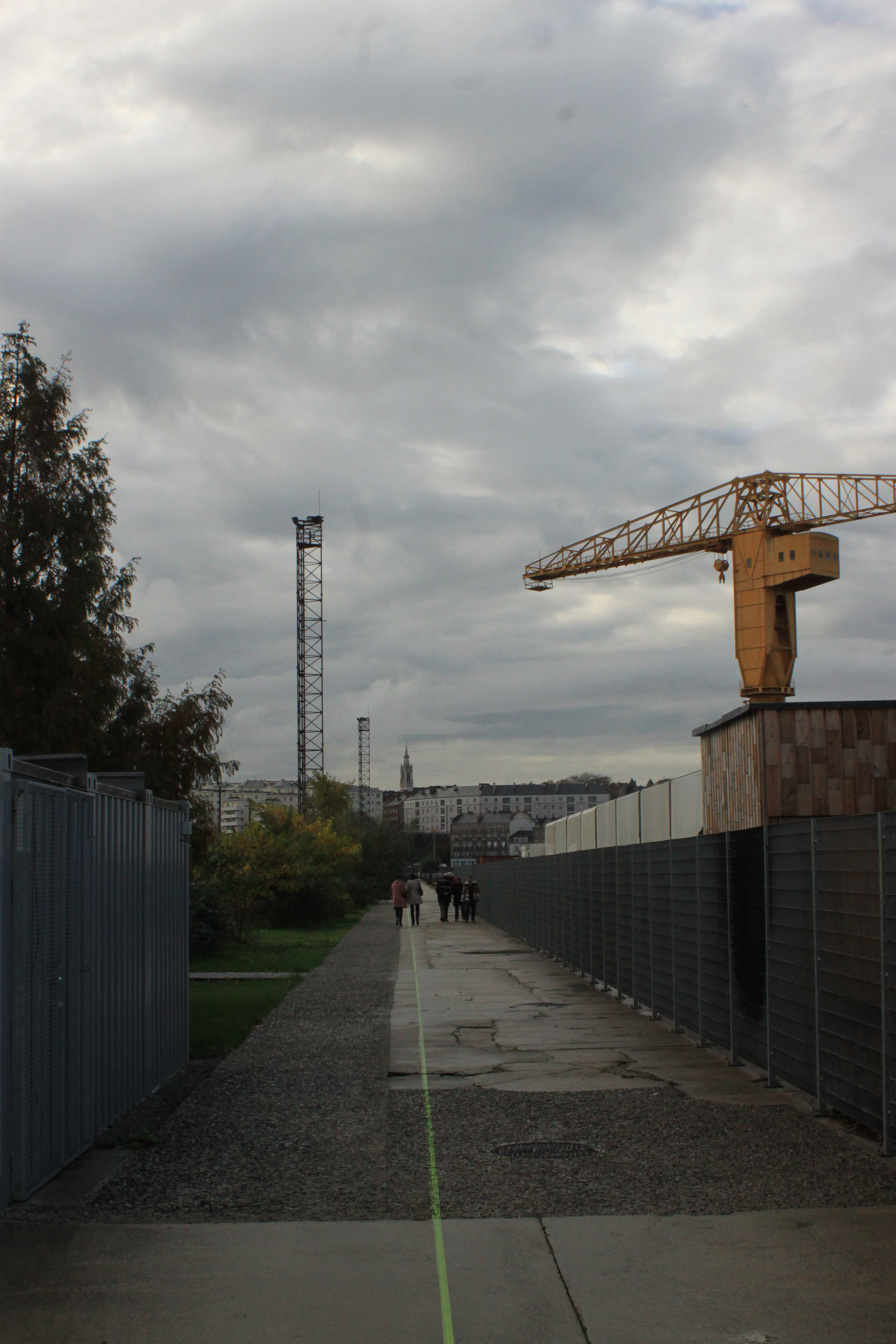
Mail des Chantiers.
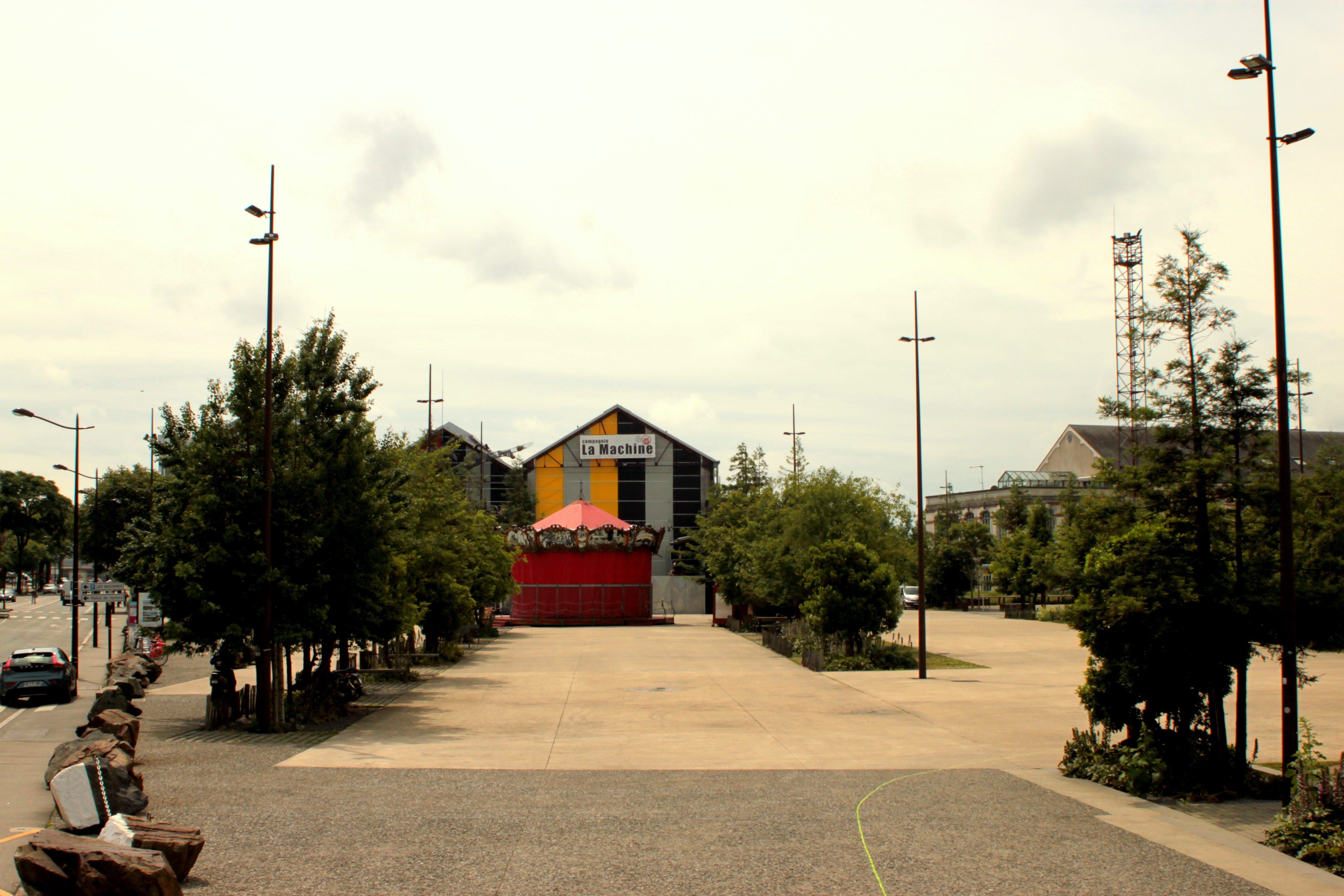
Parvis des Nefs.
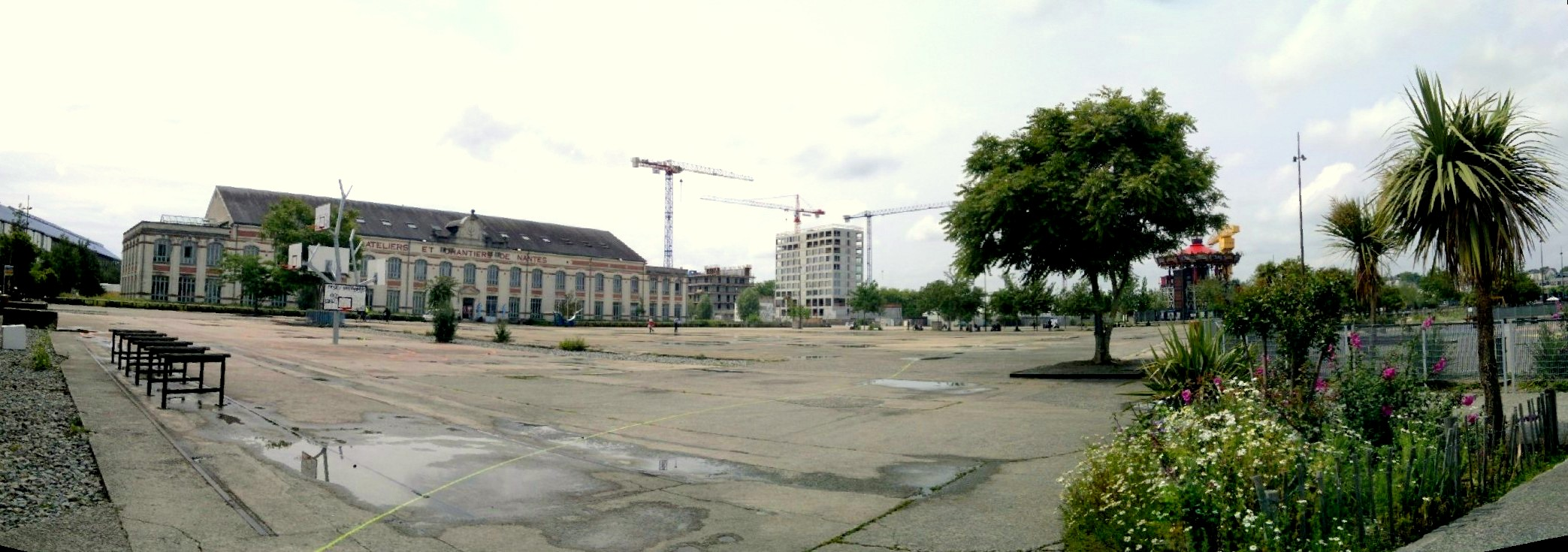
Esplanade des Traceurs-de-Coques.